# Bruno-Louis de Lenfant
Pour les articles homonymes, voir Lenfant.
 (août 2024).
La mise en forme du texte ne suit pas les recommandations de Wikipédia : il faut le « wikifier ».
Les points d'amélioration suivants sont les cas les plus fréquents. Le détail des points à revoir est peut-être précisé sur la page de discussion.
- Les titres sont pré-formatés par le logiciel. Ils ne sont ni en capitales, ni en gras.
- Le texte ne doit pas être écrit en capitales (les noms de famille non plus), ni en gras, ni en italique, ni en « petit »…
- Le gras n'est utilisé que pour surligner le titre de l'article dans l'introduction, une seule fois.
- L'italique est rarement utilisé : mots en langue étrangère, titres d'œuvres, noms de bateaux, etc.
- Les citations ne sont pas en italique mais en corps de texte normal. Elles sont entourées par des guillemets français : « et ».
- Les listes à puces sont à éviter, des paragraphes rédigés étant largement préférés. Les tableaux sont à réserver à la présentation de données structurées (résultats, etc.).
- Les appels de note de bas de page (petits chiffres en exposant, introduits par l'outil «  Source ») sont à placer entre la fin de phrase et le point final[comme ça].
- Les liens internes (vers d'autres articles de Wikipédia) sont à choisir avec parcimonie. Créez des liens vers des articles approfondissant le sujet. Les termes génériques sans rapport avec le sujet sont à éviter, ainsi que les répétitions de liens vers un même terme.
- Les liens externes sont à placer uniquement dans une section « Liens externes », à la fin de l'article. Ces liens sont à choisir avec parcimonie suivant les règles définies. Si un lien sert de source à l'article, son insertion dans le texte est à faire par les notes de bas de page.
- La présentation des références doit suivre les conventions bibliographiques. Il est recommandé d'utiliser les modèles {{Ouvrage}}, {{Chapitre}}, {{Article}}, {{Lien web}} et/ou {{Bibliographie}}. Le mode d'édition visuel peut mettre en forme automatiquement les références.
- Insérer une infobox (cadre d'informations à droite) n'est pas obligatoire pour parachever la mise en page.

Pour une aide détaillée, merci de consulter Aide:Wikification.
Si vous pensez que ces points ont été résolus, vous pouvez retirer ce bandeau et améliorer la mise en forme d'un autre article.
Bruno-Louis de Lenfant (1717 – 1767), est un bibliophile et militaire français.

## Famille
La famille de Lenfant (ou parfois L'Enfant ou encore Lanfant) d'Aix est une famille de parlementaires et militaires aixois connue pour son mécénat et son amour de l'art. 
Simon Lenfant est intendant de la garnison de Monaco, commissaire ordonnateur des guerres, et reçu le 30 juin 1674 en la charge de conseiller du roi trésorier général de France en la généralité de Provence. Il fait bâtir en 1685 le pavillon qui porte son nom au vallon des Pinchinats, près d’Aix. Il a notamment un fils Louis, commissaire ordinaire provincial des Guerres et ordonnateur et intendant pour le roi de la garnison de la principauté de Monaco, chevalier des ordres royaux et militaires de Saint-Louis et de Saint-Lazare. Ce dernier est le père de Bruno-Louis de Lenfant.

## Biographie
Né et ondoyé le 20 décembre 1717 à Aix, baptisé le 22 janvier 1718 en l’église Sainte-Madeleine, fils de Louis de Lenfant capitaine dans le régiment de Toulouse-cavalerie, commissaire ordinaire provincial des Guerres et ordonnateur et intendant pour le roi de la garnison de la principauté de Monaco, chevalier des ordres royaux et militaires de Saint-Louis et de Saint-Lazare, et Anne Berlier.
Chevalier, baron de Bormes, qualifié aussi comme son père sieur de la Patrière (bien que ne possédant pas cette terre), gouverneur pour le roi du fort, château et des îles de Brégançon.
Il épouse le 11 septembre 1740 en l’église Saint-Martin de Marseille, Thérèse Jeanne Marie des Martins, fille de François, chevalier, et d’Anne Louise Lucrèce de Pothau.
Il est nommé en 1732 à l’exercice des charges cumulées de commissaire provincial des troupes en Provence et d’ordonnateur et intendant pour le roi de la garnison de Monaco, en survivance de son père. C’est pour cette occasion qu’il fait donner dans sa demeure Le Pavillon construit par son père le 24 août, veille de la fête de saint Louis, une fête somptueuse dont se fait écho le Mercure de France.
Esprit lettré, correspondant de Jean-Jacques Rousseau, il possédait une importante bibliothèque avec quantité de manuscrits dont les Heures du roi René.
Il décède le 20 août 1767 rue de Varennes à Paris.

## Armes
D'or à trois fasces de gueules (H. Jougla de Morenas, Grand armorial de France, t. III, p. 271)
Deux variantes figurent dans le même volume de d'Hozier : 
de gueules à trois bandes d’or et même bordure, pour Louis Lenfant, commissaire des guerres.
fascé d’or et de gueules et même bordure, pour Joseph Lenfant prieur de Collobrières, frères, et cousin du précédent, et pour Honoré Lenfant, vicomte de Valernes, fils d’un autre cousin.